# Блэйд (серия фильмов)
«Блэйд» (англ. Blade) — серия фильмов об одноимённом персонаже Marvel Comics с Уэсли Снайпсом в главной роли. Сценарист фильмов — Дэвид С. Гойер. Режиссёр первого фильма — Стивен Норрингтон, второго — Гильермо дель Торо, третьего — Дэвид С. Гойер.

## Фильмы

### Блэйд
Вампирам живётся неплохо в современном мире. У них деньги, дома, крутые тачки, инфернальные вечеринки с кровавыми фонтанами, и… полная безнаказанность. Только одно не даёт покоя кровососам — ночной охотник Блэйд объявил им войну! Непобедимый и неуловимый, он сеет страх в душах нелюдей, мстя им за то, что его отравленная укусом кровь постепенно делает из него вампира…

### Блэйд 2
Мир вампиров в ужасе от появления новой расы супер-кровососов! Именно благодаря этому легендарный Блэйд и его учитель Уистлер вынуждены объединиться со своими кровными врагами, Кровавой Стаей — элитным отрядом вампиров-воинов. Новая раса беспощадных вампиров должна быть уничтожена во что бы то ни стало! Начинается новое завораживающее приключение с потрясающими спецэффектами и рукопашными схватками.

## Персонажи
| Персонаж             | Фильм              | Фильм              | Фильм              | Фильм |
| Персонаж             | Блэйд              | Блэйд 2            | Блэйд: Троица      |       |
| -------------------- | ------------------ | ------------------ | ------------------ | ----- |
| Блэйд                | Уэсли Снайпс       | Уэсли Снайпс       | Уэсли Снайпс       |       |
| Абрахам Уистлер      | Крис Кристофферсон | Крис Кристофферсон | Крис Кристофферсон |       |
| Дьякон Фрост         | Стивен Дорфф       |                    |                    |       |
| Доктор Карен Дженсон | Н’Буш Райт         |                    |                    |       |
| Куинн                | Донал Лог          |                    |                    |       |
| Меркурий             | Арли Ховер         |                    |                    |       |
| Ванесса Брукс        | Сэна Латан         |                    |                    |       |
| Ракель               | Трейси Лордз       |                    |                    |       |
| Гитано Драгонетти    | Удо Кир            |                    |                    |       |
| Илай Дамаскинос      |                    | Томас Кречман      |                    |       |
| Джаред Номак         |                    | Люк Госс           |                    |       |
| Жрец                 |                    | Тони Карран        |                    |       |
| Нисса Дамаскинос     |                    | Леонор Варела      |                    |       |
| Дитер Рейнхардт      |                    | Рон Перлман        |                    |       |
| Асад                 |                    | Дэнни Джон-Джулс   |                    |       |
| Чупа                 |                    | Мэтт Шульц         |                    |       |
| Джош / Скад          |                    | Норман Ридус       |                    |       |
| Дракула / Дрейк      |                    |                    | Доминик Перселл    |       |
| Абигэйл Уистлер      |                    |                    | Джессика Бил       |       |
| Ганнибал Кинг        |                    |                    | Райан Рейнольдс    |       |
| Даника Талос         |                    |                    | Паркер Поузи       |       |
| Доктор Эдгар Вэнс    |                    |                    | Джон Майкл Хиггинс |       |
| Джарко Гримвуд       |                    |                    | Triple H           |       |
| Ашер Талос           |                    |                    | Каллум Кит Ренни   |       |

## Релиз

### Кассовые сборы
| Фильм           | Дата премьеры в США | Сборы         | Сборы         | Сборы         | Рейтинг сборов | Рейтинг сборов | Бюджет        | Примечание  |
| Фильм           | Дата премьеры в США | США и Канада  | За рубежом    | Общемировые   | США и Канада   | Общемировые    | Бюджет        | Примечание  |
| --------------- | ------------------- | ------------- | ------------- | ------------- | -------------- | -------------- | ------------- | ----------- |
| «Блэйд»         | 21 августа 1998     | 70 087 718 $  | 61 095 812 $  | 131 183 530 $ | № 1033         |                | 45 000 000 $  | [ 2 ] [ 3 ] |
| «Блэйд 2»       | 22 марта 2002       | 82 348 319 $  | 72 661 713 $  | 155 010 032 $ | № 823          |                | 54 000 000 $  | [ 4 ]       |
| «Блэйд: Троица» | 8 декабря 2004      | 52 411 906 $  | 76 493 460 $  | 128 905 366 $ | № 1455         |                | 65 000 000 $  | [ 5 ]       |
| Общие           | Общие               | 204 847 943 $ | 210 250 985 $ | 415 098 928 $ |                |                | 164 000 000 $ |             |

### Критика
| Фильм           | Rotten Tomatoes    | Metacritic        | Yahoo! Movies   |
| --------------- | ------------------ | ----------------- | --------------- |
| «Блэйд»         | 54 % (101 отзыв)   | 45 % (23 отзыва)  | B- (12 отзывов) |
| «Блэйд 2»       | 57 % (151 отзыв)   | 52 % (28 отзывов) | B (9 отзыва)    |
| «Блэйд: Троица» | 25 % (167 отзывов) | 38 % (30 отзывов) | C (11 отзывов)  |

## Саундтреки
| Год  | Название                                                             | Позиции в чартах | Позиции в чартах       | Сертификации музыкальных произведений |
| Год  | Название                                                             | Billboard 200    | Top R&B/Hip-Hop Albums | Сертификации музыкальных произведений |
| ---- | -------------------------------------------------------------------- | ---------------- | ---------------------- | ------------------------------------- |
| 1998 | «Блэйд» - Премьера: 25 августа 1998 - Лейбл: TVT Records             | 36               | 28                     | - США: Золотой                        |
| 2002 | «Блэйд 2» - Премьера: 19 марта 2002 - Лейбл: Virgin Records          | 26               | 23                     |                                       |
| 2004 | «Блэйд: Троица» - Премьера: 23 ноября 2004 - Лейбл: WaterTower Music | -                | 68                     |                                       |